# キリストに倣いて

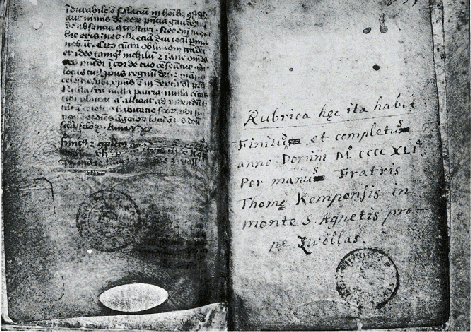
15世紀の写本。ブリュッセル王室図書館蔵。

『キリストに倣いて』（キリストにならいて、De imitatione Christi）は、トマス・ア・ケンピスによって書かれた本である。「第二の福音書」「中世の最高の信心書」とも言われ、聖書に次いでカトリックのクリスチャンの霊的修練の書として識字階級に広く読まれ、親しまれている。修道者が修道者のために書いた本であるが、一般の修得書でもある。
より長い題名は『キリストに倣うこと、およびすべての世俗的な虚栄を厭うこと』(De imitatione Christi et contemptu omnium vanitatum mundi)となる。ラテン語によって『イミタティオ・クリスティ』とも呼ばれる。『コンテンプトゥス・ムンディ』（Contemptus Mundi、世を厭う事）という題でも知られる。

## 概要
ラテン語の原書は匿名で1418年ごろに出された。他の著者説もあったが、現代ではケンピスの著書とみなされている。
「キリストに倣いて」は、14世紀から15世紀の神秘的ドイツ・オランダ学校の文書であり、宗教改革前のカトリック・キリスト教のもっとも偉大なディヴォーションの手引きの一つと認められている。
イエズス会は公式に訓練で使用する。ローマ教皇を中心とするカトリック教会だけでなく、多くのプロテスタントもこの本に高い評価を与えている。
写本の時代から広く俗語に翻訳された。もっとも多いのはオランダ語で80種類の写本がある。ドイツ語訳は1434年のものがもっとも古く、フランス語訳は1447年のものが古い。他にイタリア語やポルトガル語への翻訳も現れた:60-61。1472年にアウクスブルクで初めて印刷され、インキュナブラはラテン語のものが60種類以上、俗語への翻訳が40種類以上ある:62。1500年から1650年の間に639種類もの版が出現し、その中にはハンガリー語、チェコ語、ポーランド語、ウクライナ語などへの翻訳も含まれる。この時期にこれほど多様な言語で出版された書物は聖書以外には存在しない:1。
フランスでは1650年代にピエール・コルネイユによってフランス語の韻文に翻訳されたものが有名である。この翻訳は18世紀末までに2300版を超え、240万部近くを売りあげた。19世紀にはフェリシテ・ド・ラムネーによる新しい翻訳が出版された。
日本では16世紀後半に『こんてむつすむんぢ(世のはかなさ)』として翻訳され、ローマ字版が1596年に天草で、漢字ひらがなの木活字版が1610年に京都の原田アントニヨ印刷所で刊行された。

### 逸話
ジョン・ウェスレーとジョン・ニュートンは、回心に影響を与えた著書としてあげている。チャールズ・ゴードン将軍はこの書を持って戦場に赴いた。

## 構成
- 第一巻　霊的生活に役立つ勧めはここにはじまる
- 第二巻　内的生活のための勧めはここにはじまる
- 第三巻　内的な慰めの書はここにはじまる
- 第四巻　聖体拝領への信心の薦めはここにはじまる[6]

## 日本語訳
- 『キリストに倣いて』翻訳・発行 - 光明社（札幌市)、初版1948 - 重版度々（第十版1992)
- 『キリストにならいて』 池谷敏雄訳、新教出版社、1955、改訂版1984
- 『キリストにならいて』 大澤章・呉茂一訳、岩波文庫、1960 - 度々復刊
- 『イミタチオ・クリスティ　キリストにならいて』 永野藤夫・呉茂一訳、講談社、1975／講談社学術文庫、2019
  - 『イミタチオ・クリスティ』永野藤夫訳（改訳版）、「エルサレム文庫」エルサレム宗教文化研究所、1986
- 『キリストにならいて　イミタチオ・クリスチ』 由木康訳、教文館、1973、新版2002ほか - 著者名はヘーラルト・ホロート表記
- 『キリストにならう』 フェデリコ・バルバロ訳、ドン・ボスコ社、改訂版2001、三訂版2022
- 『涙の谷における薔薇の園　キリストに魂の癒しを求めて』 浅井太郎訳、アドスリー、2010
- 『キリストを生きる』 山内清海訳、文芸社、2017

### キリシタン版
- 村岡典嗣 編「こんてむつすむんぢ抄」『吉利支丹文学抄』改造社、1926年。
- 姉崎正治「コンテンプツスムンヂ 即ち捨世録」『切支丹宗教文学』同文館、1932年。
- 『こんてむつすむん地』天理大学出版部〈天理図書館蔵きりしたん版集成 5〉、1976年。
- 『コンテムツス・ムンヂ』勉誠社〈キリシタン資料集成〉、1979年。（ボドリアン図書館蔵ローマ字本の複製）
- 「こんてむつすむん地」『吉利支丹文学集 1』新村出・柊源一校註、平凡社東洋文庫、1993年。（もと日本古典全書に収録、1957年）
- 松岡洸司『こんてむつすむん地―本文と註解』ゆまに書房〈国語学研究 4〉、1996年。
- 尾原悟 編『コンテムツスムンヂ』教文館〈キリシタン文学双書　キリシタン研究第39輯〉、2002年。